# Energia de les onades

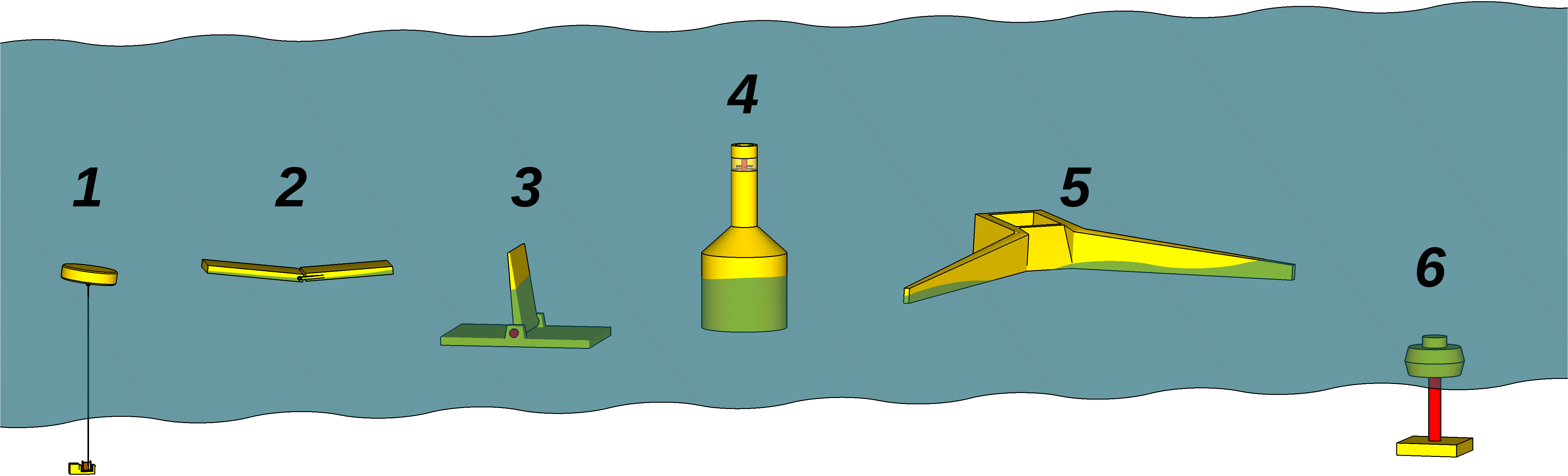
Alguns sistemes d'aprofitament de l'energia de les onades: 1. Motor puntual. 2. Atenuador articulat. 3. Motor de paleta oscil·lant. 4. Motor de flotador. 5. Dispositiu superficial amb sobre-eixidor. 6. Motor de pressió diferencial submergit.

L'energia de les ones s'origina en darrer terme per l'acumulació i concentració de l'energia solar, ja que els vents que produeixen l'onada són causats per diferències de pressió per la radiació solar.
Les onades de més amplitud contenen més quantitat d'energia.
Les diferències en la intensitat del vent i, per tant, l'energia potencial continguda en les onades, junt amb altres factors geogràfics o econòmics, fa que certes localitzacions (Mar del Nord a Europa, per exemple) siguin les més adequades per aprofitar aquest tipus d'energia.
A banda d'Europa occidental també l'Índia, Japó i Estats Units compten amb centrals d'aquesta mena.
Es tracta d'una energia objecte de molta recerca científica i tècnica i no contaminant, el principal inconvenient de la qual és que només és factible en determinats indrets i que pot ocasionar un fort impacte visual en les costes.
Les instal·lacions per aprofitar aquest tipus d'energia es poden construir a la línia de la costa, prop de la costa en aigües somes, o al mar quan aquest fa més de 40 metres de fondària.

## Formació de les onades i el vent
Les onades són ocasionades pel vent que agrana la superfície de l'aigua. Constitueixen el principal factor erosiu, ja que impacten en el litoral modificant-lo. La mida de les onades depèn de la velocitat i duració del vent i de la distància fins a la costa.
A) El vent causa que les particules de l'aigua es moguin en cercles, que disminueixen de mida a l'augmentar la profundidat.
B) Quan la profundidat de l'aigua és inferior a la mitja de la longitud de l'onada, aquestes s'eleven, s'encrespen i la longitud de les onades s'acurten.
C) El moviment de l'aigua se fa el·líptic, fins que l'onada cau sobre la costa.
Les onades es fan en aigües poc profundes. A altamar només es fan crestes i valls ocasionades pel vent.

## Principals mecanismes utilitzats
- Columna d'aigua oscil·lant (OWC) que per l'acció de les onades emet aire a pressió sobre una turbina accionada per aire. Es tracta d'un dels dissenys més utilitzats a tot el món.
- Canal convergent (TAPCHAN) compren un canal que progressivament es fa més estret i amplifica l'alçada de la cresta de l'onada i aixeca l'aigua a un dipòsit d'on va a una turbina convencional. Aquest sistema només es pot instal·lar en llocs amb marees suaus.
- Pèndol, és una comporta pendular que en moure's per l'onada dona energia a una bomba hidràulica i un generador. N'hi ha pocs d'instal·lats
- Altres sistemes en aigües profundes utilitzen mecanismes basats en l'acció de les onades sobre bombes hidràuliques.